# Götz Gliemeroth
Götz Friedrich Eugen Gliemeroth (* 21. Oktober 1943 in Göttingen) ist ein Generalleutnant außer Dienst des Heeres der Bundeswehr.

## Leben
Gliemeroth wurde 1943 mitten im Zweiten Weltkrieg in Göttingen als Sohn eines Professors für Landwirtschaft geboren. Er machte sein Abitur am Max-Planck-Gymnasium in Göttingen und trat am 1. April 1963 während des Kalten Krieges in die Fallschirmjägertruppe der Bundeswehr ein.
Die Grundausbildung erfolgte in der Ausbildungskompanie 7/9 in Lebach. Von 1963 bis 1965 absolvierte er die Ausbildung zum Offizier, war ab Oktober 1965 Zugführer an der Kampftruppenschule I in Hammelburg. Ebenfalls als Zugführer diente er von 1966 bis 1968 im PzGrenLehrBtl 283 in München.
Von 1970 bis 1974 war er Kompaniechef im PzGrenBtl 302 in Ellwangen. Während der Olympischen Sommerspiele 1972 in München wurde er mit seinen Soldaten zur logistischen Unterstützung im Olympischen Dorf eingesetzt und erlebte die Geiselnahme und Ermordung israelischer Athleten durch ein palästinensisches Terrorkommando.
Ab 1974 folgte die Teilnahme am 17. Generalstabslehrgang (H) an der Führungsakademie der Bundeswehr in Hamburg und nahm auch für ein Jahr an der kanadischen Generalstabsausbildung am Canadian Forces College in Toronto teil. Von 1977 bis 1979 war er im NATO-Hauptquartier der Northern Army Group (NORTHAG) in Rheindahlen. Von 1979 bis 1981 war er G3 im Stab der Panzerbrigade 15 in Koblenz.
Von 1981 bis 12. August 1983 war Gliemeroth im Rang eines Oberstleutnants Kommandeur des PzGrenBtl 352 in Mellrichstadt, von 1988 bis 1990 im Rang eines Obersts Kommandeur der Panzergrenadierbrigade 5 in Homberg/Efze.
Zwischenzeitlich nahm Gliemeroth auch Verwendungen im Bundesverteidigungsministerium wahr. Von 1983 bis 1986 als Referent im Büro Dr. Hiehle, Dr. Ermisch in Bonn und von 1986 bis 1988 als Referatsleiter Fü S/Pers. 1990 erfolgte die Beförderung zum Brigadegeneral und er wurde Personalchef des Heeres im Verteidigungsministerium.
Von 1. April 1993 bis 30. September 1996 war er im Rang eines Generalmajors Kommandeur der 7. Panzerdivision in Unna, ab 1994 in Düsseldorf und Befehlshaber im (damaligen) Wehrbereich III und danach von 1997 bis 2001 als Kommandierender General des (deutsch-amerikanischen) II. Korps mit Stab in Ulm; dort unterstanden ihm 70.000 Soldaten an 114 Standorten.
Danach war er ab 21. März 2001 Befehlshaber des NATO-Stabes Joint Headquarters Centre (JHC) bzw. des Joint Command Centre (JCC) der NATO in Heidelberg und war für die Führung und Ausbildung der multinationalen Korps in Mitteleuropa verantwortlich.
Am 25. Juni 2003 ernannte der Supreme Allied Commander Europe (SACEUR) General James L. Jones Gliemeroth für die NATO-Mission in Afghanistan. Vom 11. August 2003 bis zum 9. Februar 2004 führte er im Rang eines Generalleutnants die ISAF-Kräfte im Umfang von rund 5000 Soldaten aus 29 Nationen.
Am 19. März 2004 wurde er von Verteidigungsminister Peter Struck mit einem Großen Zapfenstreich aus dem aktiven Dienst verabschiedet und übergab das Kommando des Joint Command Centre (JCC) an US-General Burwell Bell. Zum 1. April 2004 wurde er in den Ruhestand versetzt. Er lebt seit 1977 in Mönchengladbach. Seine erste Frau Gerdemie Rixen verstarb früh. 1992 heiratete er die Witwe Renate Klüttermann, geborene Otten. Er hat drei Kinder.
Gliemeroth war verwitwet, ist wieder verheiratet und evangelisch.

## Auszeichnungen
- 2004: Bundesverdienstkreuz 1. Klasse
- 2009: Legion of Merit (Commander)